# Anse des Cascades
L’anse des Cascades se situe sur le territoire communal de Sainte-Rose de l'île de la Réunion, plus précisément à Piton Sainte Rose. Elle doit son nom à une série de cascades et constitue un site naturel très apprécié des habitants et des touristes pour offrir un cadre agréable aux pique-niques. L'anse des Cascades renferme également une grande cocoteraie, de nombreux vacoas et un petit port à sec aménagé pour les pêcheurs des environs.

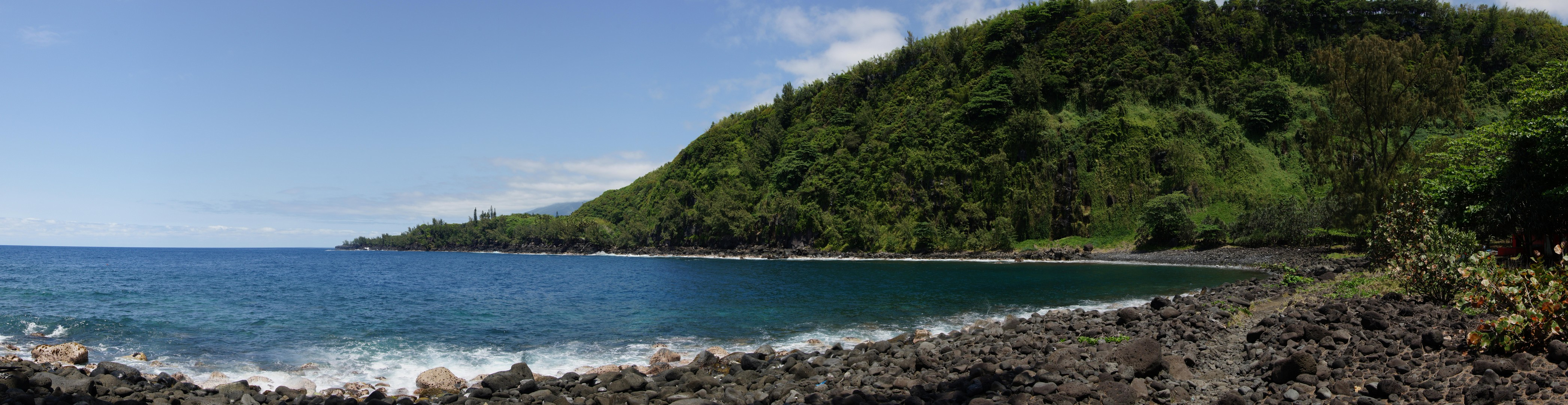
Panorama de la baie de l'anse des cascades

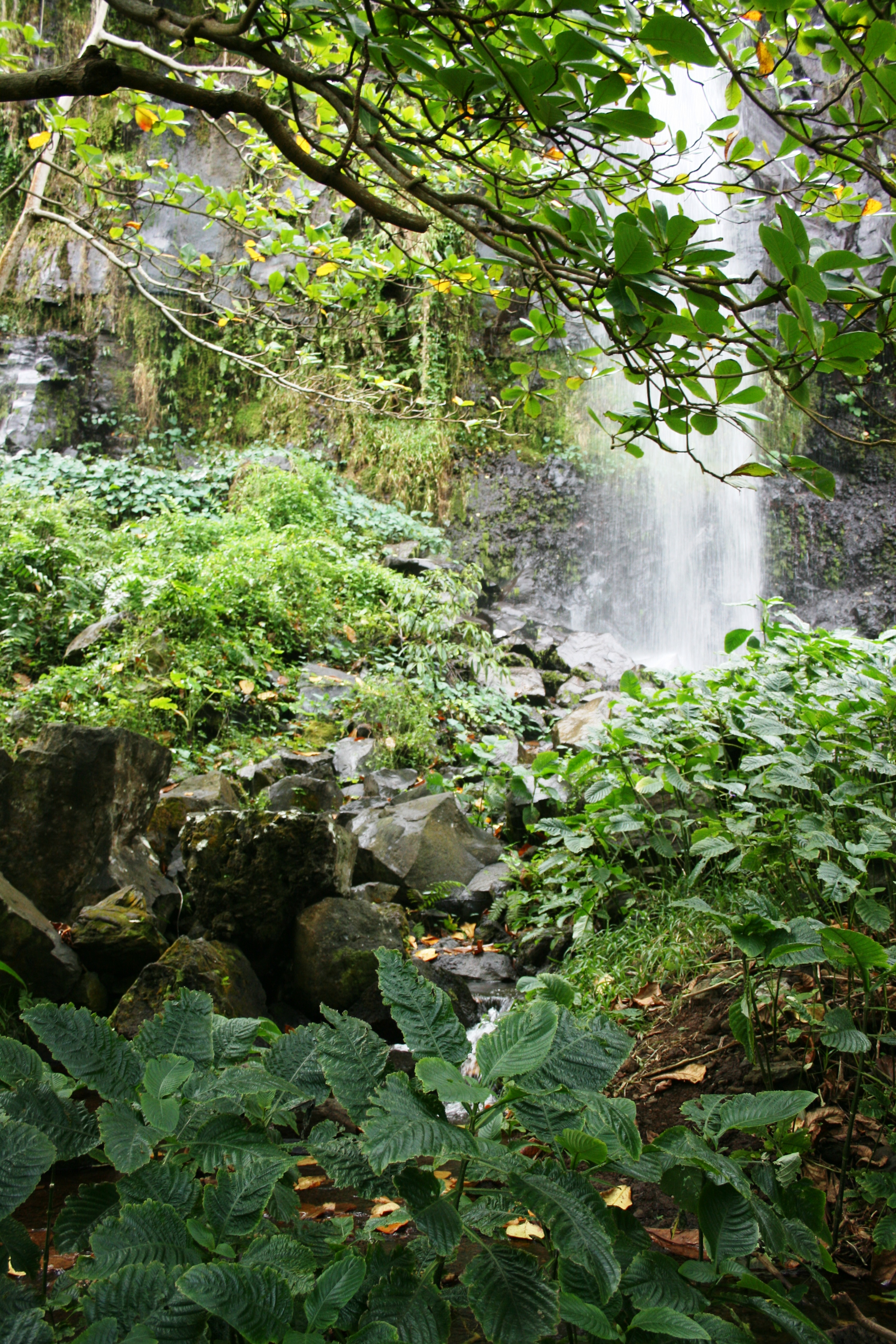
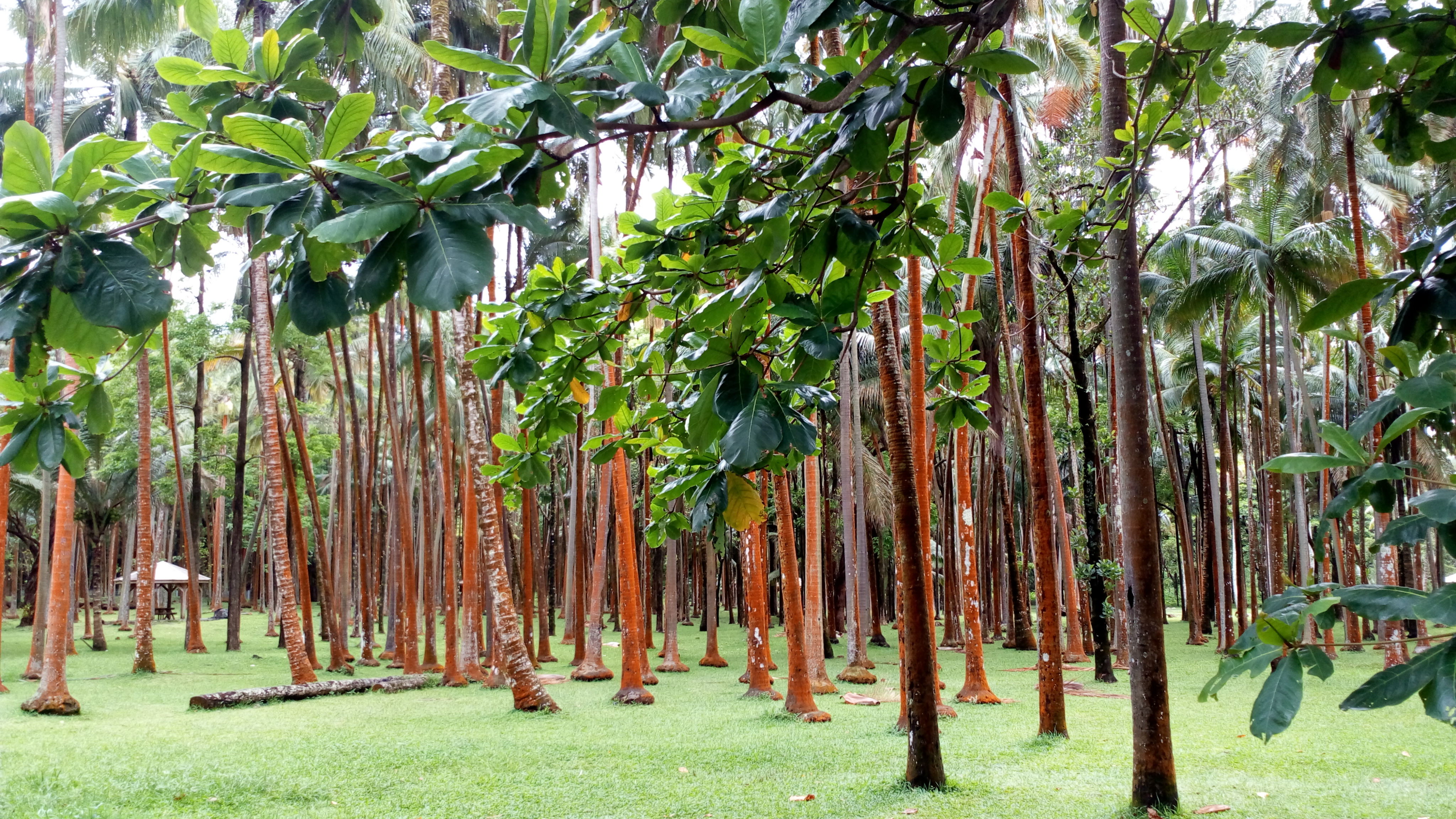
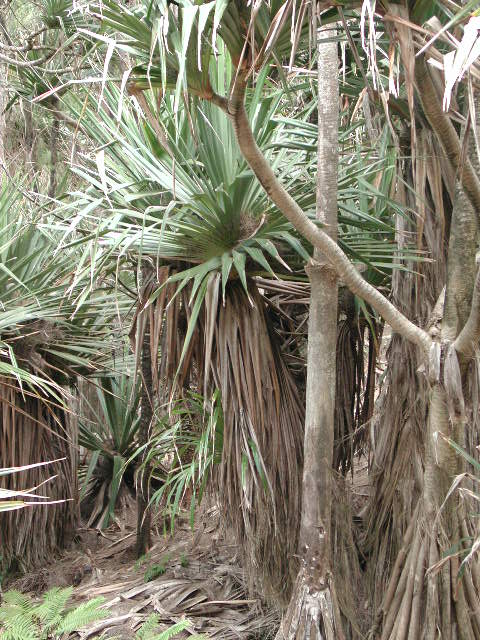
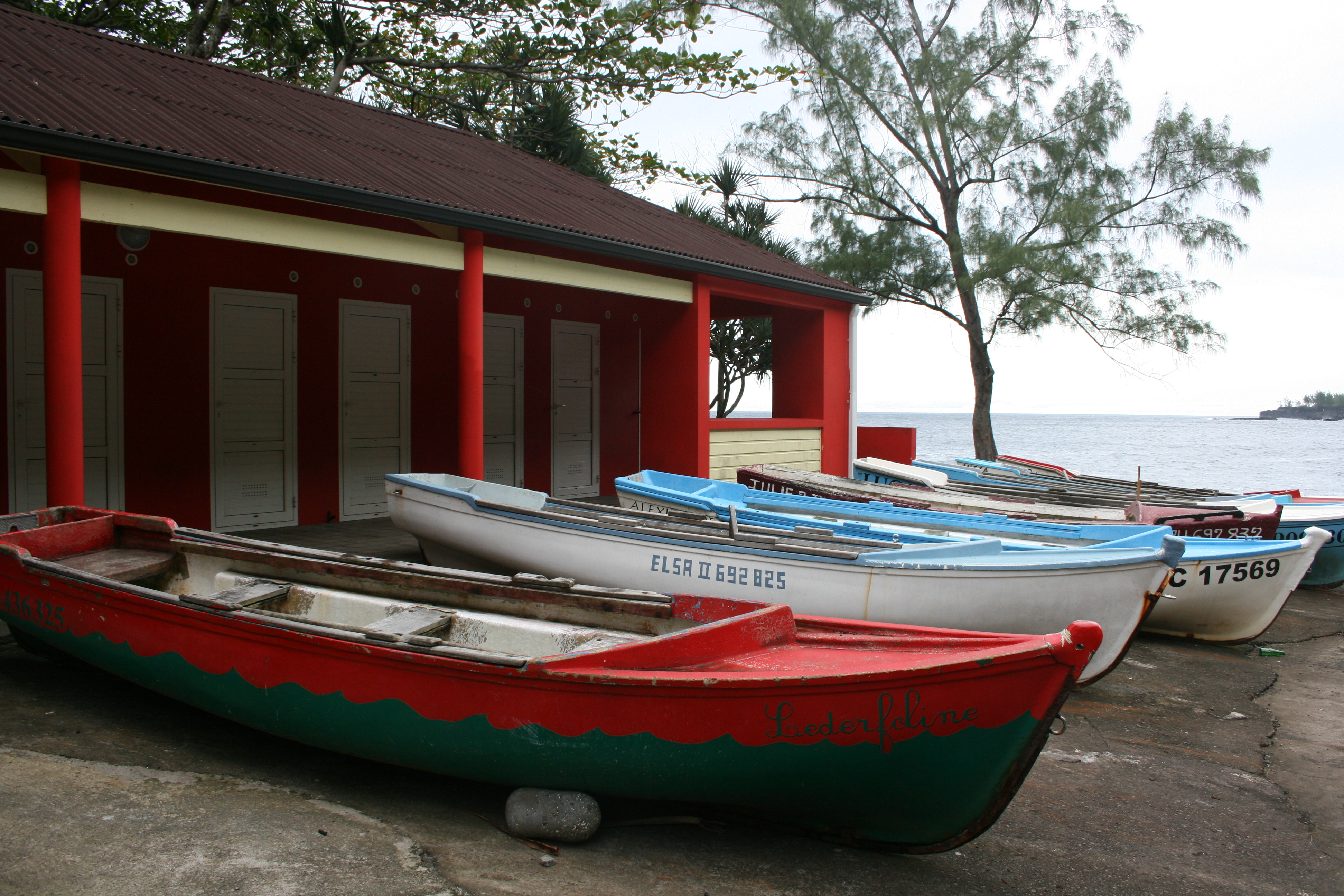